# Noordse combinatie op de Olympische Winterspelen 1980
Noordse combinatie is een van de sporten die beoefend werden tijdens de Olympische Winterspelen 1980 in Lake Placid, Verenigde Staten.

## Heren
| rang   | sporter(s)        | land | totaal (ptn) |
| ------ | ----------------- | ---- | ------------ |
| Goud   | Ulrich Wehling    | GDR  | 432.200      |
| Zilver | Jouko Karjalainen | FIN  | 429.500      |
| Brons  | Konrad Winkler    | GDR  | 425.320      |
| 4      | Tom Sandberg      | NOR  | 418.465      |
| 5      | Uwe Dotzauer      | GDR  | 418.415      |
| 6      | Karl Lustenberger | SUI  | 412.210      |
| 7      | Aleksandr Majorov | URS  | 409.135      |
| 8      | Gunter Schmieder  | GDR  | 404.075      |